# Riau
För andra betydelser, se Riau (olika betydelser).
Riau är en provins på mellersta Sumatra i Indonesien. Provinsen Kepulauan Riau var fram till 2004 en del av Riau men blev sedan en egen provins. Provinsen har en yta som uppgår till 88 672,67 km² och har 5 543 031 invånare (2010).

## Administrativ indelning
Provinsen är indelad i tio distrikt och två städer.
Distrikt (Kabupaten):
- Bengkalis, Indragiri Hilir, Indragiri Hulu, Kampar, Kepulauan Meranti, Kuantan Singingi, Pelalawan, Rokan Hilir, Rokan Hulu, Siak

Städer (Kota):
- Dumai, Pakanbaru